# Chavanne (Belgique)
Pour les articles homonymes, voir Chavannes.
Chavanne est un village de la commune belge de Nassogne située en Région wallonne dans la province de Luxembourg.

## Géographie
Chavanne est situé à mi-chemin entre Marche-en-Famenne au nord et le village de Nassogne au sud.

## Histoire
En 1823, les localités de Charneux, Chavanne et Harsin fusionnent pour former la commune de Harsin.
À la fusion des communes de 1977, Chavanne est intégré à Nassogne comme le reste de la commune de Harsin.

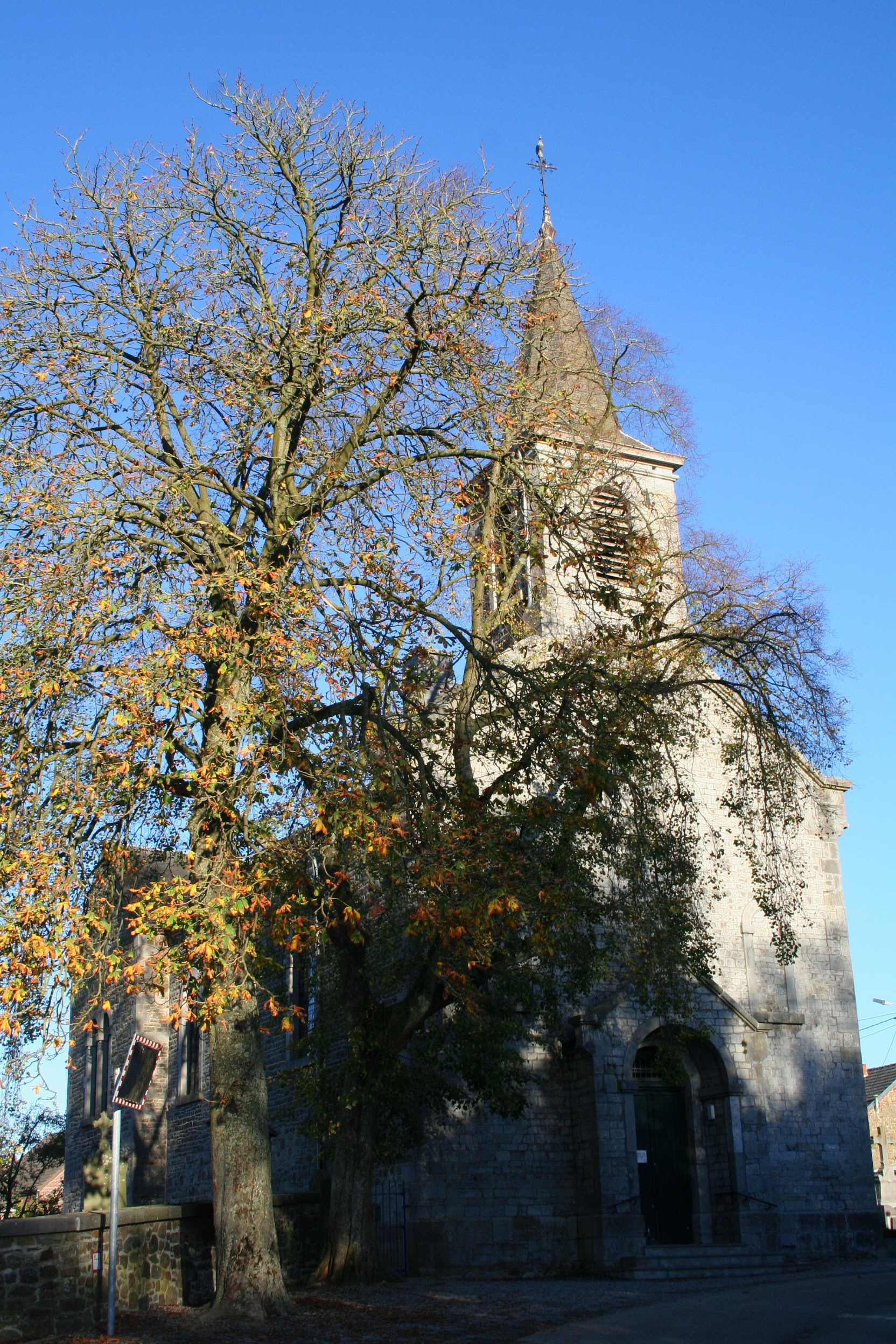
L’église Sainte-Catherine